# Halové mistrovství Evropy v atletice
Halové mistrovství Evropy v atletice je mezinárodní atletický šampionát, který se odehrává pod záštitou Evropské atletické asociace, s malou výjimkou od roku 1990 každé dva roky. Předchůdcem šampionátu byly Evropské halové hry, které se konaly v letech 1966 - 1969. V roce 1970 byl šampionát přejmenován na halové ME, a až do roku 1990 se konal každý rok. Nejčastěji, pětkrát, šampionát hostilo Španělsko a Francie.
Oproti mistrovským soutěžím pod otevřeným nebem (na dráze) se halová sezona liší především absencí vrhačských disciplín, s výjimkou vrhu koulí, která zůstává i v hale. Dále je vynechán běh na 3000 m překážek, jelikož v halách nejsou vodní příkopy. Poslední výraznou změnou je běžecký ovál, který v halách standardně měří 200 m (oproti 400 m na stadionech).

## Přehled šampionátů
| N°  | Ročník   | Město         | Země           | Datum konání                 | Místo konání                    |
| --- | -------- | ------------- | -------------- | ---------------------------- | ------------------------------- |
| –   | EHH 1966 | Dortmund      | SRN            | 27. březen 1966              | Westfalenhalle                  |
| –   | EHH 1967 | Praha         | Československo | 11. březen - 12. březen 1967 | Sportovní hala                  |
| –   | EHH 1968 | Madrid        | Španělsko      | 9. březen - 10. březen 1968  | Palacio de los Deportes         |
| –   | EHH 1969 | Bělehrad      | Jugoslávie     | 8. březen - 9. březen 1969   | Hala 1 bělehradského výstaviště |
| 1.  | HME 1970 | Vídeň         | Rakousko       | 14. březen - 15. březen 1970 | Wiener Stadthalle               |
| 2.  | HME 1971 | Sofie         | Bulharsko      | 13. březen - 14. březen 1971 | Festiwalna                      |
| 3.  | HME 1972 | Grenoble      | Francie        | 11. březen - 12. březen 1972 | Palais des Sports               |
| 4.  | HME 1973 | Rotterdam     | Nizozemsko     | 10. březen - 11. březen 1973 | Rotterdam Ahoy                  |
| 5.  | HME 1974 | Göteborg      | Švédsko        | 9. březen - 10. březen 1974  | Scandinavium                    |
| 6.  | HME 1975 | Katovice      | Polsko         | 8. březen - 9. březen 1975   | Spodek                          |
| 7.  | HME 1976 | Mnichov       | SRN            | 21. únor - 22. únor 1976     | Olympiahalle                    |
| 8.  | HME 1977 | San Sebastián | Španělsko      | 12. březen - 13. březen 1977 | Anoeta                          |
| 9.  | HME 1978 | Milán         | Itálie         | 11. březen - 12. březen 1978 | Palazzo dello Sport             |
| 10. | HME 1979 | Vídeň         | Rakousko       | 24. únor - 25. únor 1979     | Ferry-Dusika-Halle              |
| 11. | HME 1980 | Sindelfingen  | SRN            | 1. březen - 2. březen 1980   | Glaspalast                      |
| 12. | HME 1981 | Grenoble      | Francie        | 21. únor - 22. únor 1981     | Palais des Sports               |
| 13. | HME 1982 | Milán         | Itálie         | 6. březen - 7. březen 1982   | Palazzo dello Sport             |
| 14. | HME 1983 | Budapešť      | Maďarsko       | 5. březen - 6. březen 1983   | Sportcsárnok                    |
| 15. | HME 1984 | Göteborg      | Švédsko        | 3. březen - 4. březen 1984   | Scandinavium                    |
| 16. | HME 1985 | Pireus        | Řecko          | 2. březen - 3. březen 1985   | Stadium míru a přátelství       |
| 17. | HME 1986 | Madrid        | Španělsko      | 22. únor - 23. únor 1986     | Palacio de los Deportes         |
| 18. | HME 1987 | Liévin        | Francie        | 21. únor - 22. únor 1987     | Stade couvert régional          |
| 19. | HME 1988 | Budapešť      | Maďarsko       | 5. březen - 6. březen 1988   | Sportcsárnok                    |
| 20. | HME 1989 | Haag          | Nizozemsko     | 18. únor - 19. únor 1989     | Houtrust                        |
| 21. | HME 1990 | Glasgow       | Velká Británie | 3. březen - 4. březen 1990   | Kelvin Hall                     |
| 22. | HME 1992 | Janov         | Itálie         | 28. únor - 1. březen 1992    | Palasport                       |
| 23. | HME 1994 | Paříž         | Francie        | 11. březen - 13. březen 1994 | Bercy Arena                     |
| 24. | HME 1996 | Stockholm     | Švédsko        | 8. březen - 10. březen 1996  | Globe Arena                     |
| 25. | HME 1998 | Valencie      | Španělsko      | 27. únor - 1. březen 1998    | Luis Puig Palace                |
| 26. | HME 2000 | Gent          | Belgie         | 25. únor - 27. únor 2000     | Brielmeersen                    |
| 27. | HME 2002 | Vídeň         | Rakousko       | 1. březen - 3. březen 2002   | Ferry Dusika Stadion            |
| 28. | HME 2005 | Madrid        | Španělsko      | 4. březen - 6. březen 2005   | Palacio de Deportes             |
| 29. | HME 2007 | Birmingham    | Velká Británie | 2. březen - 4. březen 2007   | National Indoor Arena           |
| 30. | HME 2009 | Turín         | Itálie         | 6. březen - 8. březen 2009   | Oval Lingotto                   |
| 31. | HME 2011 | Paříž         | Francie        | 4. březen - 6. březen 2011   | Bercy Arena                     |
| 32. | HME 2013 | Göteborg      | Švédsko        | 1. březen - 3. březen 2013   | Scandinavium                    |
| 33. | HME 2015 | Praha         | Česko          | 5. březen - 8. březen 2015   | O2 arena                        |
| 34. | HME 2017 | Bělehrad      | Srbsko         | 3. březen - 5. březen 2017   | Belgrade Arena                  |
| 35. | HME 2019 | Glasgow       | Velká Británie | 1. březen - 3. březen 2019   | Emirates Arena                  |
| 36. | HME 2021 | Toruň         | Polsko         | 5. březen - 7. březen 2021   | ArenaTorun                      |
| 37. | HME 2023 | Istanbul      | Turecko        | 2. březen - 5. březen 2023   | Ataköy Athletics Arena          |
| 38. | HME 2025 | Apeldoorn     | Nizozemsko     | 6. březen - 9. březen 2025   | Omnisport Apeldoorn             |
| 39: | HME 2027 | Valencie      | Španělsko      | 4. březen - 7. březen 2027   | Luis Puig Palace                |